# Эверт, Эрих
Эрих Эверт (нем. Erich Everth; 3 июля 1878, Берлин — 22 июня 1934, Лейпциг) — немецкий историк искусства, журналист, первый профессор журналистики в Германии; известен как один из основателей научной дисциплины о немецкой журналистике.

## Биография
11 ноября 1933 года Эрих Эверт был среди более 900 учёных и преподавателей немецких университетов и вузов, подписавших «Заявление профессоров о поддержке Адольфа Гитлера и национал-социалистического государства».

## Работы
- Männer der Zeit, Faber, Magdeburg 1915 (zuerst in der Magdeburgischen Zeitung, 1915).
- Von der Seele des Soldaten im Felde. Bemerkungen eines Kriegsteilnehmers, Diederichs, Jena 1915.
- Das innere Deutschland nach dem Kriege, Diederichs, Jena 1916.
- Conrad Ferdinand Meyer. Dichtung und Persönlichkeit, Sibyllen-Verlag, Dresden 1924.
- Die Kunst der Erzählung, in: Zeitschrift für Ästhetik und allgemeine Kunstwissenschaft, Bd. IX, Enke, Stuttgart 1925.
- Volkelts ästhetische Grundgestalten, Eduard Pfeiffer, Leipzig 1926.
- Zeitungskunde und Universität. Antrittsvorlesung, gehalten am 20. November 1926, Gustav Fischer, Jena 1927.
- Die Zeitung im Dienst der Öffentlichkeit. Eine begriffliche Grundlegung, in: Archiv für Buchgewerbe und Gebrauchsgraphik, 1928.
- Das Studium der Zeitungskunde an der Universität Leipzig, A. Lorenz, Leipzig 1928 (2. Auflage 1933).
- Die Öffentlichkeit in der Außenpolitik von Karl V. bis Napoleon. Gustav Fischer, Jena 1931.